# Abraham Gottlob Werner

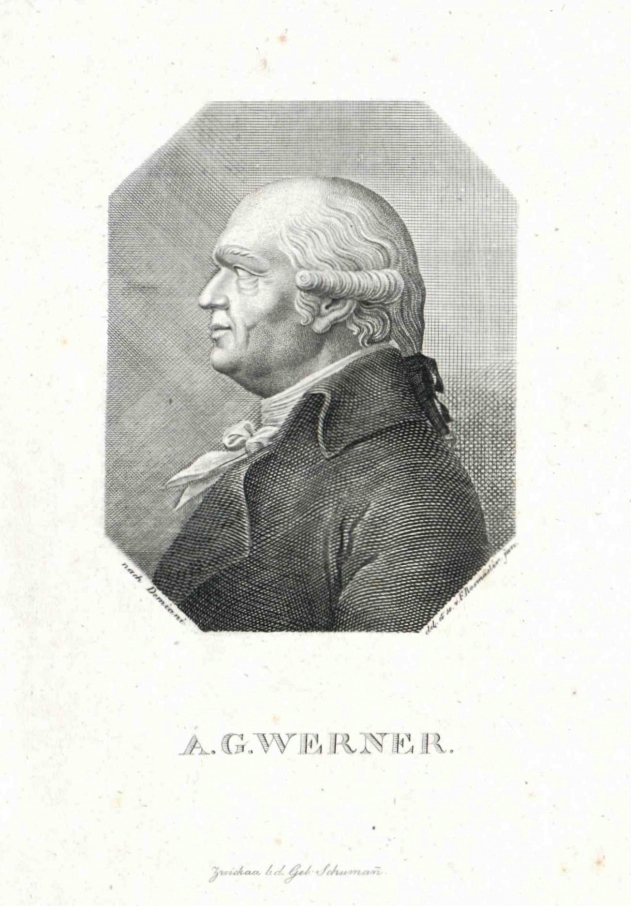
A. G. Werner, Stich von Friedrich Rosmäsler (1775–1858) nach Karl Friedrich Demiani (1768–1823)

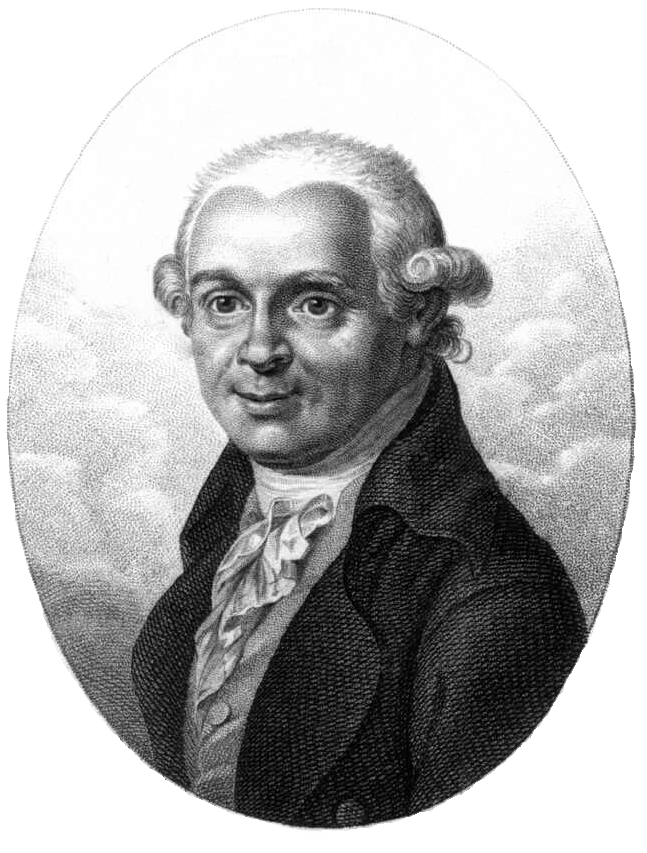
Abraham Gottlob Werner

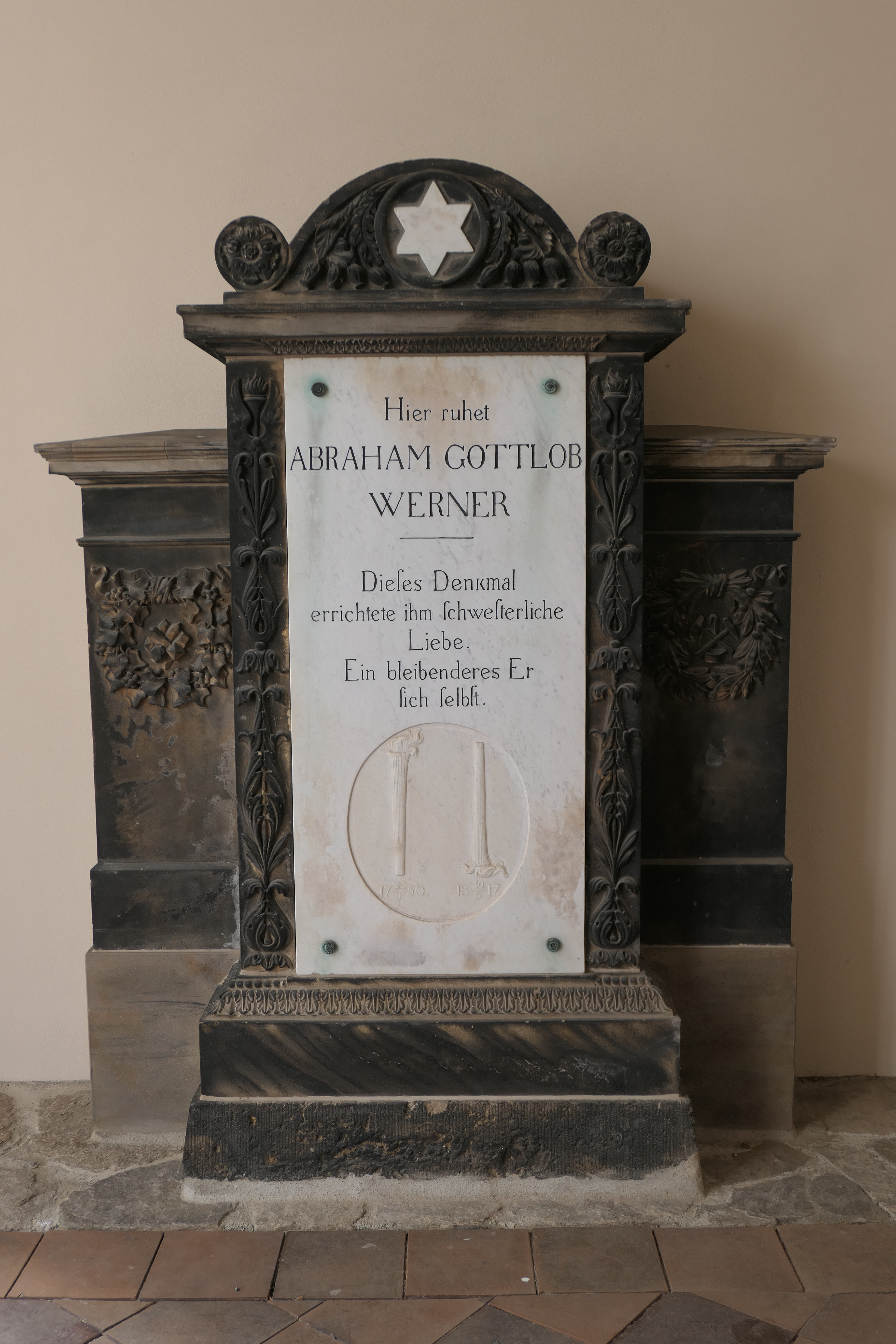
Grabstein von Abraham Gottlob Werner in Freiberg

Abraham Gottlob Werner (* 25. September 1749 in Wehrau; † 30. Juni 1817 in Dresden) war ein deutscher Mineraloge und Geologe. Er ist einer der bedeutendsten Geowissenschaftler der Wissenschaftsgeschichte, der Begründer der Geognosie, des bis weit in das 19. Jahrhundert verwendeten Begriffs für die Lehre vom Bau der Erdkruste und der Gesteine. Werner war ein Hauptvertreter und der „Vollender“ des Neptunismus und stand im Zentrum eines damals die Geologie beherrschenden Streits zwischen Neptunisten und Plutonisten. Seine Wirkung war eine weltweite, seine Schüler, zu denen Novalis und Alexander von Humboldt gehörten, arbeiteten auch in Europa, Sibirien, Mexiko und Peru.

## Leben und Wirken
Werner wurde als Sohn des Gräflich-Solmsschen Eisenhüttenwerksinspektors zu Wehrau und Lorenzdorf, Abraham David Werner, geboren und bereits 1764 als Hüttenschreiber und Gehilfe bei seinem Vater angestellt. Er begab sich 1769 an die Freiberger Bergakademie. Seit 1771 studierte er an der Universität Leipzig Rechtswissenschaften und später Naturwissenschaften und war zeitweise Schüler von Johann Carl Gehler.
Im Jahr 1775 berief ihn Carl Eugenius Pabst von Ohain als Inspektor und Lehrer der Mineralogie zurück an die Bergakademie in Freiberg, wo er bis zu seinem Tod blieb. Werner zog Studenten aus ganz Europa und sogar aus Amerika an. Unter Werners Schülern sind berühmte Namen wie Alexander von Humboldt, Franz von Baader, Leopold von Buch, der Paläobotaniker Ernst Friedrich von Schlotheim, Friedrich Mohs, Jean François d’Aubuisson de Voisins, André Brochant de Villiers, Johann von Charpentier, George Bellas Greenough, Johann Karl Wilhelm Voigt, der sein größter Gegner als Kritiker des Neptunismus wurde, und Robert Jameson, der 1808 in Edinburgh eine Wernerian Society gründete. Werner war auch mit Johann Wolfgang von Goethe bekannt, den er mehrmals in Weimar traf und vor allem in dessen Nachdenken über den Neptunismus und die Systematik der Gesteine beeinflusste. Werner entwickelte die Mineralogie als ein von der Bergbaukunde getrenntes Fachgebiet und hielt erstmals Vorträge über die Geognosie als Wissenschaft von der physischen und mineralogischen Beschaffenheit der Erde insgesamt. Er machte damit die Erdbeobachtung zu einer Erfahrungswissenschaft.
Werner entwickelte bereits als Student in Leipzig eine erste Mineraliensystematik, die sehr erfolgreich war und ihm eine Professur in Freiberg einbrachte. Sie umfasste neben Mineralen nach heutiger Definition auch Erden, Gesteinsarten und dem Mineralreich zugeordnete organische Naturprodukte. Seine Kennzeichenlehre und die Mineralbeschreibungen galten lange als klassisch. Werner entwickelte auch eine eigene Farben-Nomenklatur, bei der für Farben Beispiele aus Flora, Fauna und von Mineralien genannt wurden. Diese Nomenklatur wurde 1814 vom schottischen Maler Patrick Syme mit dessen Ergänzungen als Werner’s Nomenclature of Colours herausgegeben. Er war der Erste, der ein Mineral, den in Südafrika entdeckten Prehnit, nach einer Person benannte und diese Benennung auch begründete.
Werner war nach Untersuchungen am Scheibenberg, einer Basalt-Erhebung, 1787/88 zu der Ansicht gelangt, dass der Ursprung der Bildung von Gesteinen und Mineralien und der Veränderung der Erdoberfläche im Wasser zu suchen sei und begründete damit den so genannten Neptunismus: Alle Gesteine entstanden demnach in zeitlicher Abfolge als Ablagerungen aus einem Urozean, dessen Wasserspiegel im Verlauf der Erdgeschichte sank; erst wurden (in grober Parallelisierung zur heutigen Nomenklatur) magmatische, dann metamorphe Gesteine, darauf Sedimentgesteine und schließlich Oberflächensedimente abgelagert. Auch die Entstehung magmatischer Gesteine wie Basalt erklärte er so und deren Prismenform als Beleg für die Kristallisation im Wasser, ebenso wie die Auflagerung des Basalts am Scheibenberg auf einer tertiären Sandschicht. Vor Werner überwog im Ausland (Nicolas Desmarest) und auch in Freiberg die These der vulkanischen Herkunft, es gab aber auch schon vor Werner eine Debatte über die Frage des sedimentären oder vulkanischen Ursprungs des Basalts. Im Gegensatz zu diesem Modell stand der unter anderem von James Hutton vertretene Plutonismus, der sich erst im 19. Jahrhundert weitgehend durchsetzte. In Deutschland waren seine Gegner im Streit um die Entstehung und Natur von Basalt Rudolf Erich Raspe und vor allem sein ehemaliger Schüler Johann Karl Wilhelm Voigt, mit dem er in eine persönliche Auseinandersetzung geriet.
Werner erhielt 1791 vom Oberbergamt den Auftrag zur Durchführung der von ihm lange geforderten Geognostischen Landesuntersuchung. Ab 1816 assistierte dem kränkelnden Werner dabei Carl Amandus Kühn, der die Arbeiten nach dessen Tode fortsetzte. Werner verstarb 1817 in Dresden, erhielt ein Staatsbegräbnis und wurde auf dem Grünen Friedhof von St. Marien in Freiberg beigesetzt.
Alleinige Erbin war seine einzige Schwester Christiane Sophie († 9. November 1840), Witwe des Pastors Glaubitz zu Hirschberg in Schlesien, die eine in seinem Sinne wohltätige Stiftung mit einer Stiftungshöhe von 5000 Talern errichtete, die auch nach ihrem Ableben Bestand hatte. Diese diente der „Unterstützung armer, kranker, bergfertiger Bergleute und armer Wittwen und Waisen verunglückter Bergarbeiter“.
Werner blieb unverheiratet und hatte keine Nachkommen.

## Ehrungen
Im Dezember 1799 wurde er zum Bergrat ernannt. 1807 wurde er zum Ehrenmitglied (Honorary Fellow) der Royal Society of Edinburgh und 1808 zum auswärtigen Mitglied der Bayerischen Akademie der Wissenschaften gewählt. 1804 wurde er korrespondierendes und 1812 auswärtiges Mitglied der Académie des sciences. 1816 wurde er mit dem Ritterkreuz des sächsischen Ordens für Verdienst und Treue ausgezeichnet. Im Jahr 1851 wurde Abraham Gottlob Werner in den Promenaden zu Freiberg ein von Johann Eduard Heuchler entworfenes Denkmal errichtet. Die mineralogische Gesellschaft zu Dresden setzte ihm 1848 ein Denkmal neben dem Neuen Annenfriedhof in Löbtau und benannte die Wernerstraße in Löbtau nach ihm. Ein Gebäude der TU Bergakademie Freiberg ist nach Werner benannt. Auch die Werner Mountains in der Antarktis tragen seinen Namen.
Die Deutsche Mineralogische Gesellschaft (DMG) verleiht jährlich die nach ihm benannte Abraham-Gottlob-Werner-Medaille in Gold und Silber. Die Deutsche Geologische Gesellschaft (DGG) verlieh ebenfalls von 1979 bis 2011 eine Abraham-Gottlob-Werner-Medaille sowie eine Abraham-Gottlob-Werner-Ehrennadel.

## Schriften
- Von den äusserlichen Kennzeichen der Fossilien, Leipzig 1774 (Digitalisat) (Digitalisat, pdf 15.2 MB)
- Von den verschiedenen Mineraliensammlungen, aus denen ein vollständiges Mineralienkabinett bestehen soll, in: Sammlungen zur Physik und Naturgeschichte, Bd. 1, 4. Stück, Leipzig 1778, S. 387–420.
- Kurze Klassifikation und Beschreibung der verschiedenen Gebirgsarten, Dresden 1787 (Digitalisat, pdf 16.7 MB; Digitalisat und Volltext im Deutschen Textarchiv)
- Bekanntmachung einer von ihm am Scheibenberger Huegel über die Entstehung des Basaltes gemachten Entdeckung, Freiberg 1788 (Digitalisat)
- Von den verschiedenen Graden der Festigkeit des Gesteins, als dem Hauptgrunde der Hauptverschiedenheiten der Häuerarbeiten, Freiberg 1788
- Versuch einer Erklärung der Entstehung der Vulkanen durch die Entzündung mächtiger Steinkohlenschichten, als ein Beytrag zu der Naturgeschichte des Basaltes, Zürich 1789 (Digitalisat)
- Aeusere Beschreibung des Prehnits, nebst einigen Bemerkungen über die ihm beygelegte Benennung, so wie auch überhaupt über die Bildung einiger Benennungen natürlicher Körper von Personen-Namen, in: Bergmännisches Journal, 3. Jg., Bd. 1, 1790, S. 99–112.
- Neue Theorie von der Entstehung der Gänge, mit Anwendung auf den Bergbau besonders den freibergischen, Freiberg 1791 (Digitalisat google book), (Digitalisat ETH)
- Ausführliches und systematisches Verzeichnis des Mineralien-Kabinets des weiland kurfürstlich sächsischen Berghauptmans Herrn Karl Eugen Pabst von Ohain, der Leipziger und St. Petersburger ökonomischen Gesellschaft Mitgliede, und der königlich sardinischen Gesellschaft der Wissenschaften zu Tur, Freiberg/Annaberg 1791 (Digitalisat)
- Oryktognosie oder Handbuch für die Liebhaber der Mineralogie, Leipzig 1792 (Digitalisat)
- Abraham Gottlob Werners letztes Mineral-System. Aus dem Nachlasse auf oberbergamtliche Anordnung herausgegeben und mit Erläuterungen versehen (von Johann Carl Freiesleben). Freiberg, Wien 1817, 58 S.

## Galerie

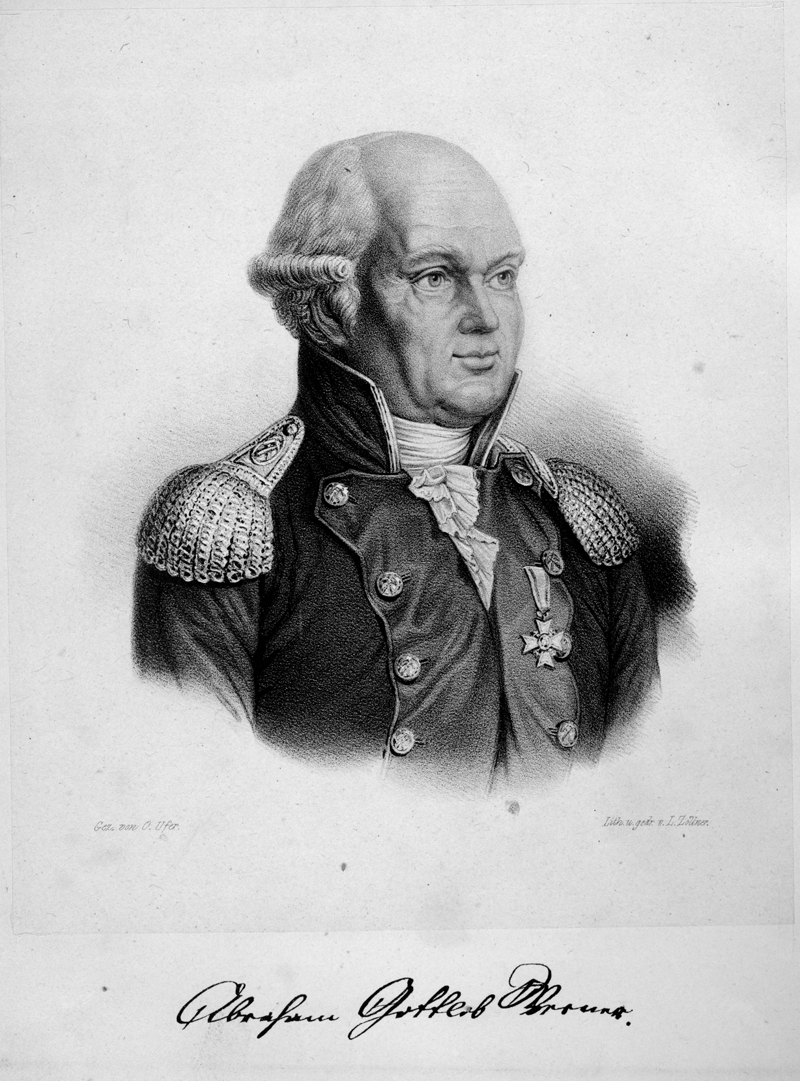
Porträt Werners aus der Denkschrift von 1848
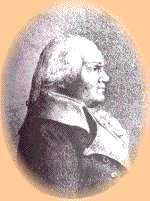
Abraham Gottlob Werner
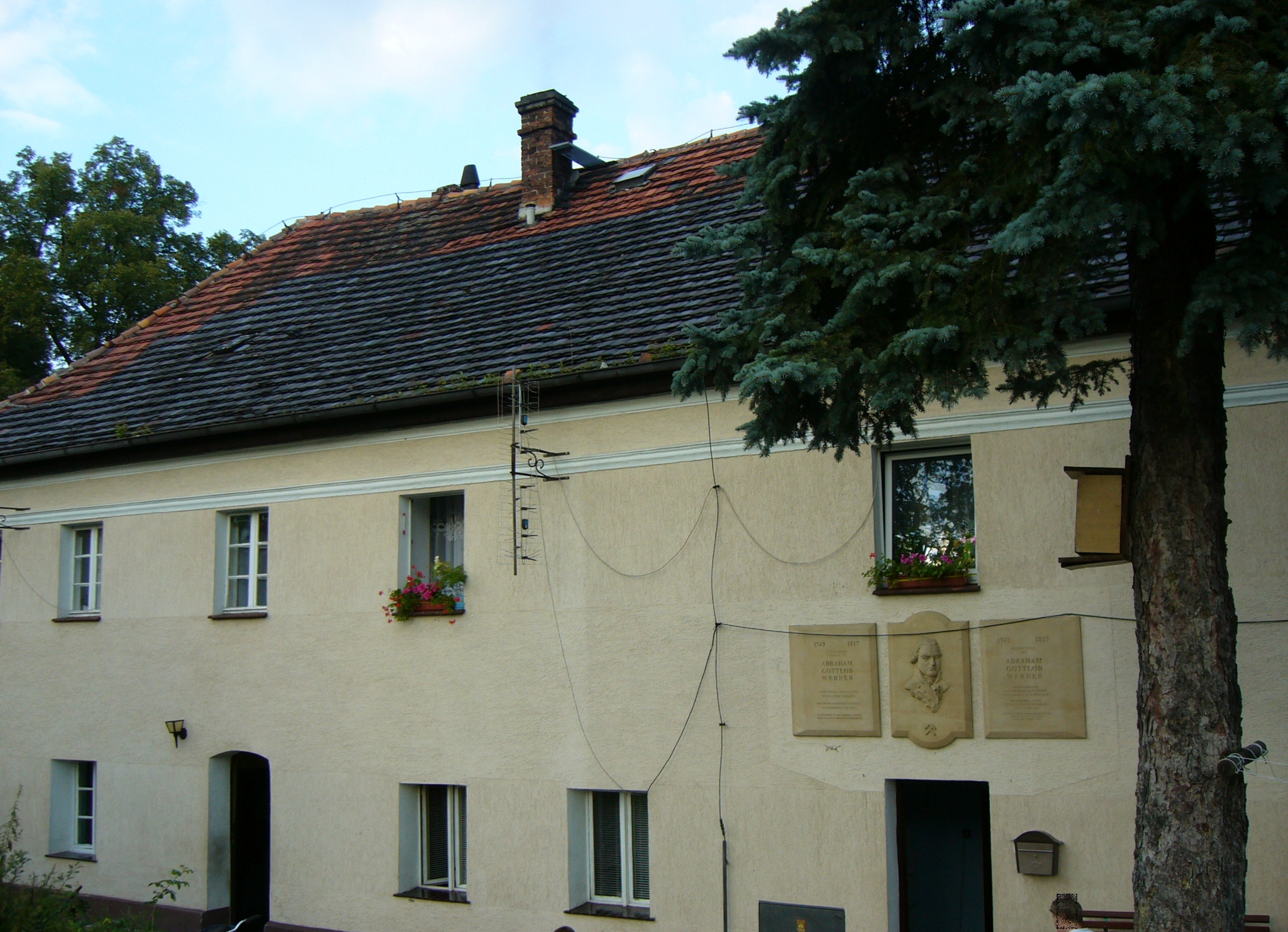
Geburtshaus
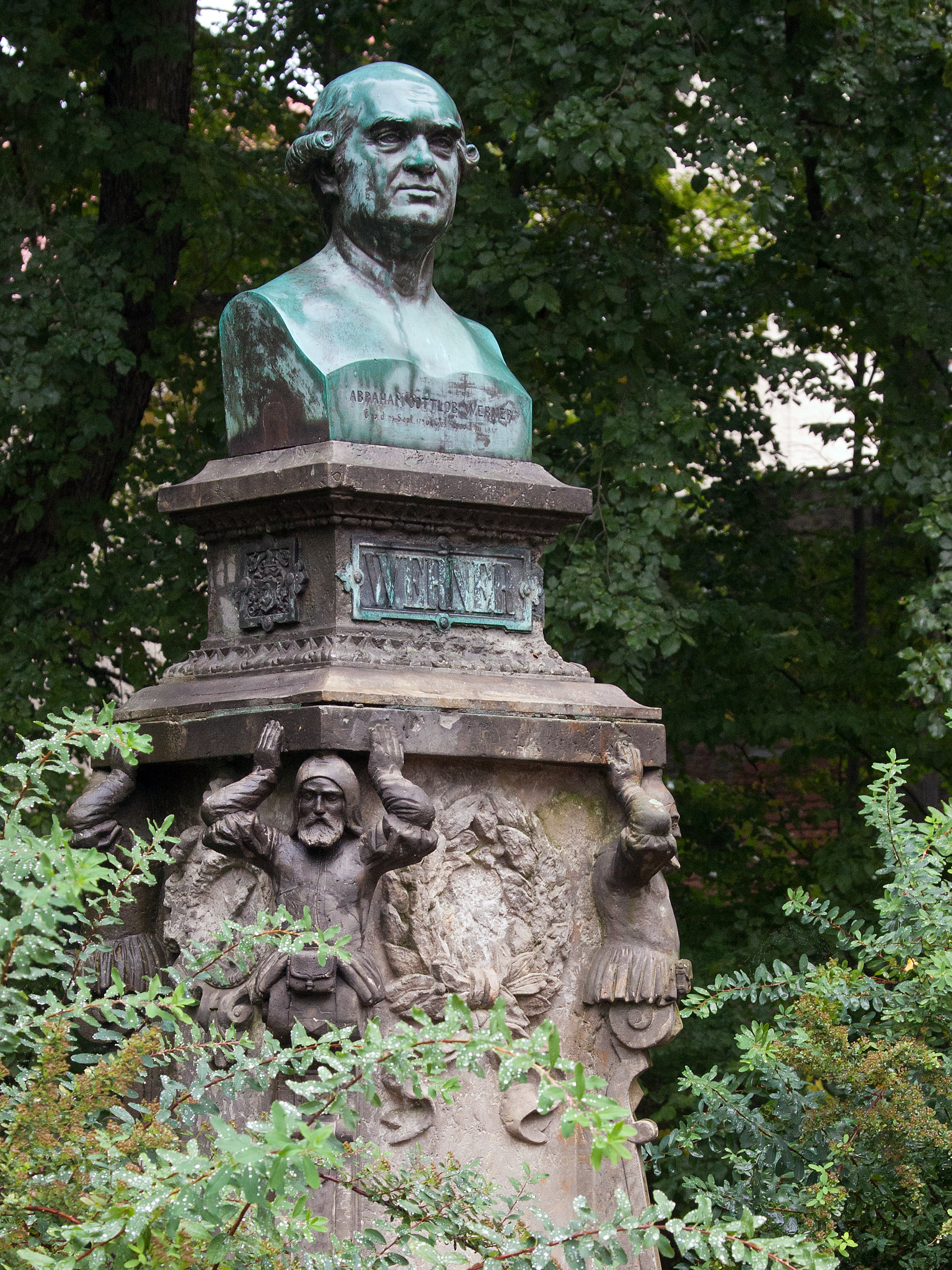
Werner-Denkmal in Freiberg
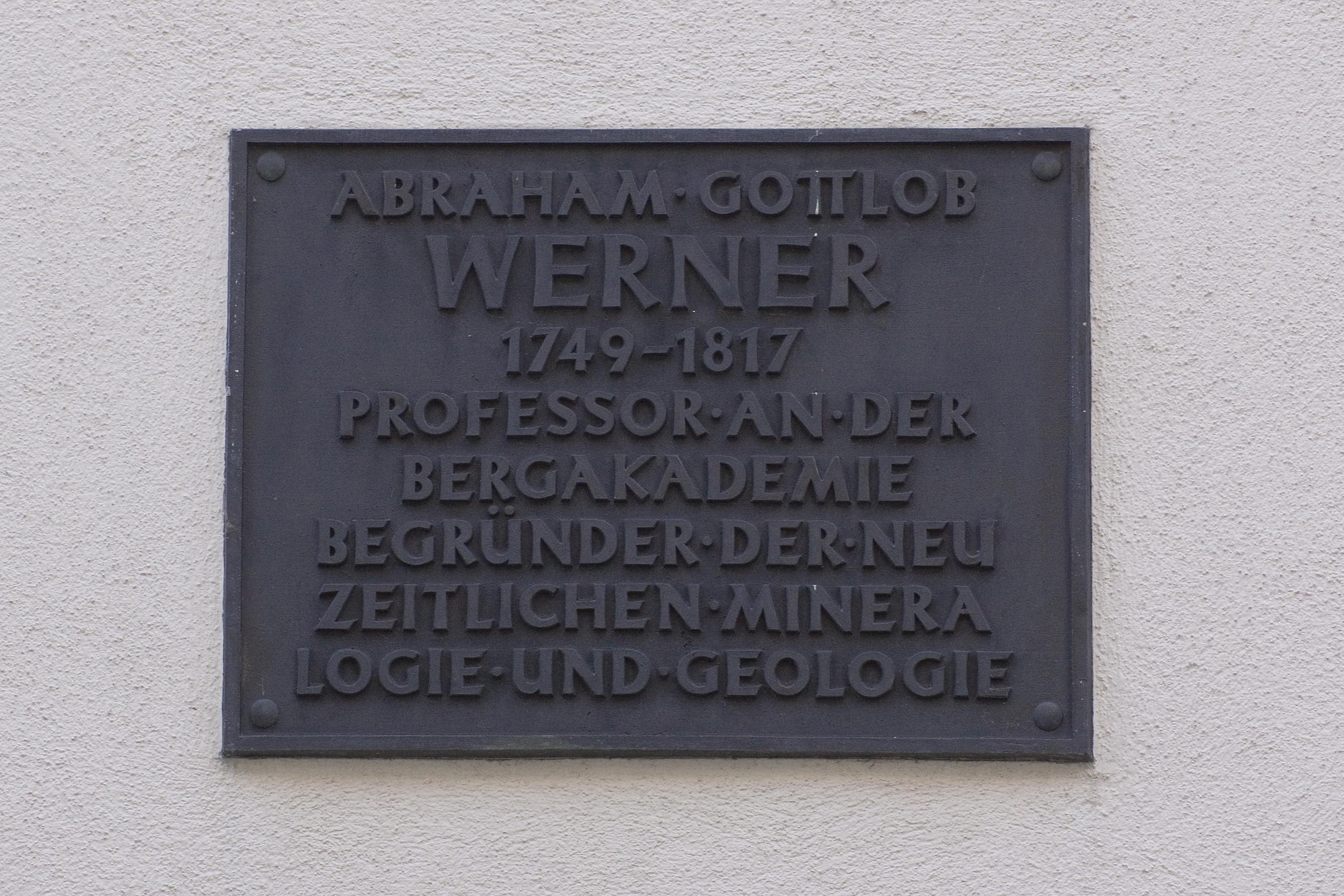
Gedenktafel in Freiberg, Akademiestraße
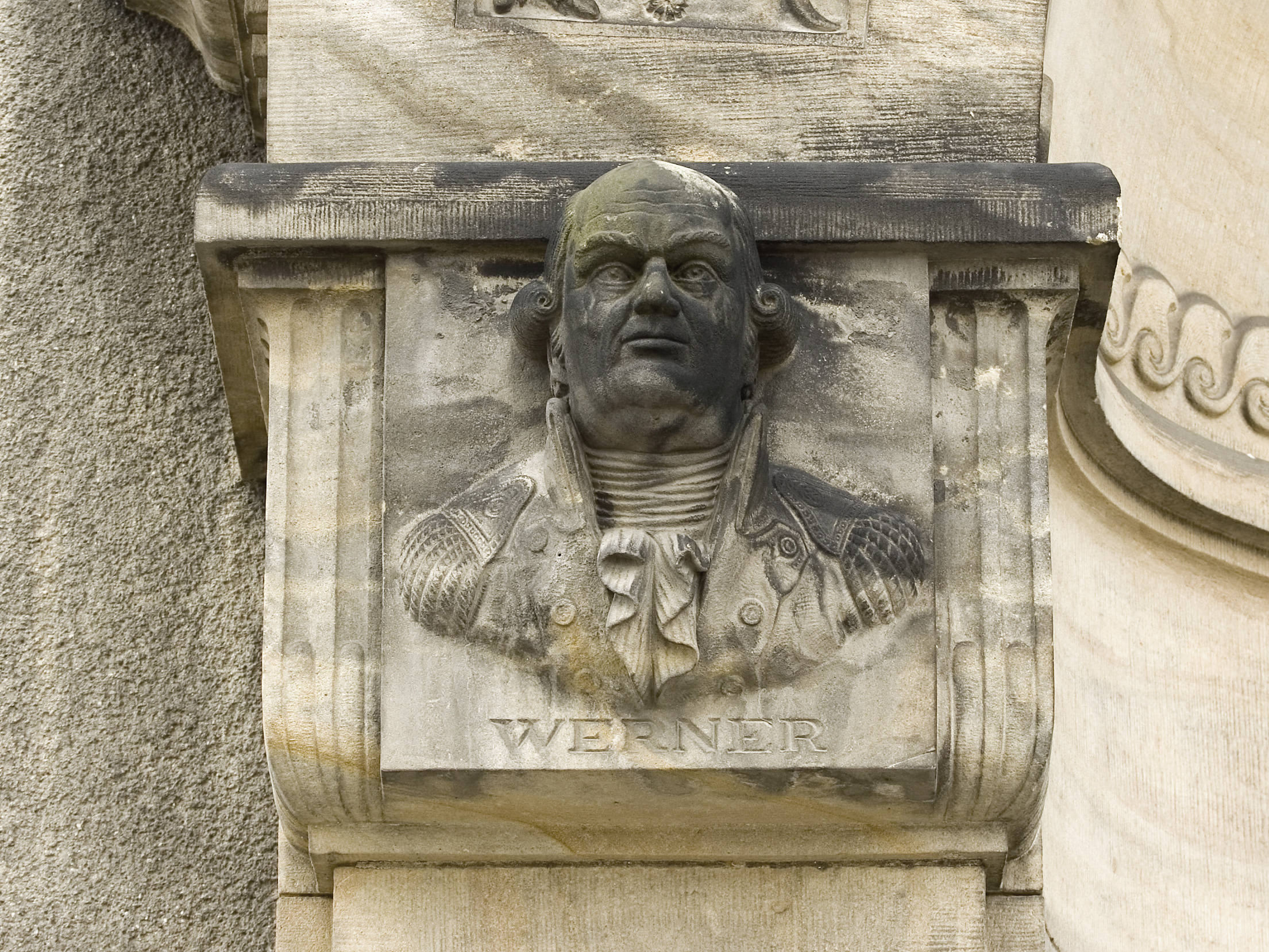
Darstellung am Portal zum Werner-Bau in Freiberg
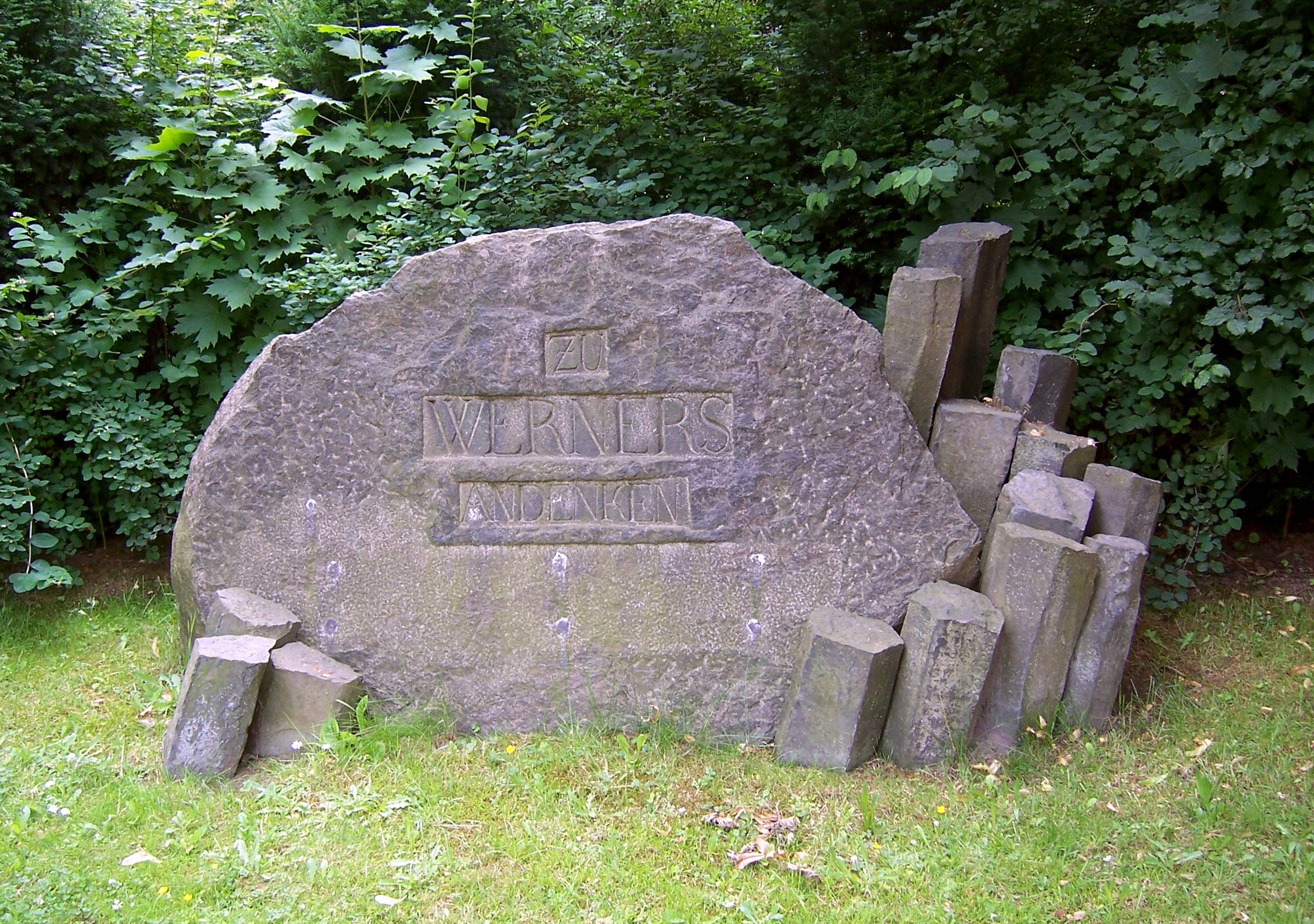
Gedenkstein vor dem Neuen Annenfriedhof in Dresden
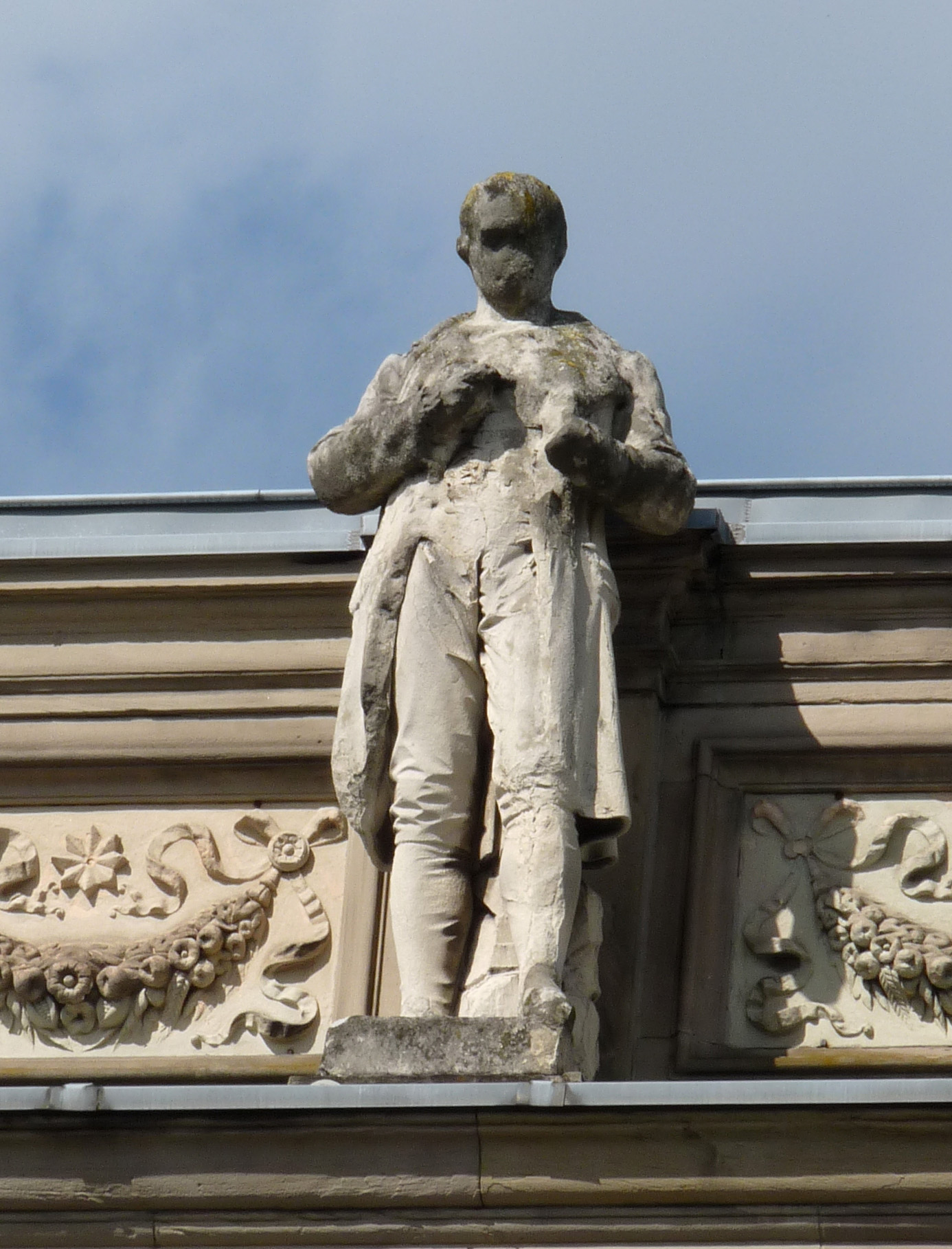
Statue auf dem Palais der Universität Straßburg

## Nachrufe und historische Würdigungen
- Werners Todtenfeier in Dresden und Freiberg. Den 2 und 3 Jul. 1817, in: Beilage zur Allgemeinen Zeitung Nr. 90, 17. Juli 1817, S. 361–362.
- Samuel Gottlob Frisch: Lebensbeschreibung Abraham Gottlob Werners. Nebst zwei Abhandlungen über Werners Verdienste um Oryktognosie und Geognosie von Christian Samuel Weiß. Brockhaus Verlag, Leipzig 1825, (Digitalisat, pdf 6.5 MB)